# Paeonia kesrouanensis
Paeonia kesrouanensis là một loài thực vật có hoa trong họ Paeoniaceae. Loài này được (J.Thiébaut) J.Thiébaut miêu tả khoa học đầu tiên năm 1936.